# 존 앰브로즈 플레밍

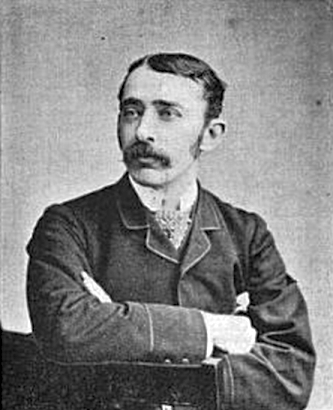
존 앰브로즈 플레밍(1890년)

존 앰브로즈 플레밍 경(Sir John Ambrose Fleming, FRS, 1849년 11월 29일~1945년 4월 18일)은 영국의 전기기술자이며 발명가이다. 전화, 전신, 라디오, 전등의 발전에 공헌하여 노벨상 후보로 지명됐었다. 플레밍의 법칙을 고안한 것과 2극진공관의 발명으로 유명하다.
랭커스터 생으로 런던 대학교 유니버시티 칼리지 런던에서 공부하였다. 케임브리지 대학교 등에서 가르치는 한편 마르코니 무선회사, 에디슨 전신회사 후에 에디슨 전등회사 등의 자문역으로 일하였다. 1885년부터 런던대학교 최초의 전기공학 교수가 되었다.
1885년 플레밍의 법칙을 발표하였다. 이 법칙은 전류·자기장·도체 운동의 3방향에 관한 것으로, 플레밍의 오른손 법칙과 플레밍의 왼손 법칙으로 이루어져 있다. 마이클 패러데이에 의하여 발견된 전자기유도 현상(모터와 발전기 등의 기초원리, 전문분야에서는 전자기학이 있다)을 판단하기 쉽도록 인간의 손 모양으로 표시한 것이다. 그가 런던대학교 유니버시티 칼리지 런던에서 교편을 잡고 있던 때에 몇번이고 전자기유도 현상을 설명해도 "전류에 의하여 발생하는 자장"과 "자장에 의하여 발생하는 전류"의 관계를 이해하지 못하는 학생을 위하여 고안한 것이다.
무선통신의 개발자 굴리엘모 마르코니와 공동연구를 행하여 1901년 대서양횡단무선통신 실험에 협력하여 1906년에는 안테나의 지향성에 관한 이론화를 하였다.
1904년에는 2극 진공관의 정류작용을 발견하고, 2극 진공관을 처음으로 만들어내어 진공관 기술에 기여하였다.
1929년 Knight Bachelor(기사작위)에 서임되었다.

## 진화에 대한 입장
성경의 기적, 예언들, 그리스도의 임박한 재림에 대해 동의하는 입장이었다. 진화가 사람들의 신앙을 약화시킨다고 주장하며 진화에 반대했다. 그는 신의 종 분화에 대한 개입을 허용했기 때문에 종종 유신진화론자로 오해받기도 했다. 인간의 기원에 대해서는 기원전 5500년 경에 동물과는 명확히 구분되는 아담 이전의 인류가 살았다고 했다. 아담적 인간의 창조를 통해 이전의 인류보다 더욱 정신적 기능이 강화된 인류가 등장했다고 하였다.
1930년대에 버나드 애크워스(Bernard Acworth, 1885-1963), 더글러스 디워(Douglas Dewar)와 함께 진화반대운동(Evolution Protest Movement, EPM)을 조직했다.